# The Proclaimers
The Proclaimers est un groupe britannique de rock, originaire d'Auchtermuchty, dans le Fife, en Écosse. Il se compose des jumeaux Charlie et Craig Reid (nés le 5 mars 1962). Ils sont notamment célèbres pour leurs titres Letter from America, I'm on My Way et I'm Gonna Be (500 Miles). Les frères Reid ont grandi à Édimbourg, en Écosse.

## Histoire

### Débuts
Conscients du potentiel de leur duo, les Reid forment les Proclaimers en 1983 en tant que duo de rock acoustique. Faisant allusion à leurs débuts, l'acteur Peter Mullan a déclaré que les Proclaimers jouaient « un mélange de post-punk et de folk. » À cette époque, le duo attire une base de fans régionaux, Inverness ayant une communauté de supporters particulièrement dévouée. De nombreuses chansons du duo, comme Letter from America qui a été écrite en 1984 et qui reflétait les taux de chômage de l'époque, sont conçus durant cette période.
Les Proclaimers enregistrent un album démo avec l'aide de Kevin Rowland de Dexys Midnight Runners. La démo tombe entre les mains du groupe anglais indie pop the Housemartins, qui invite les Proclaimers à assurer leur première partie lors de leur tournée de 1986,. Première partie à l'Hummingbird de Birmingham, la tournée permet au duo de se produire dans l'émission pop The Tube diffusée sur Channel 4 en janvier 1987 et Chrysalis Records signe rapidement le duo.
En 1987, le premier album du duo, produit par John Williams, sort chez Chrysalis,, et affiche un son minimaliste salué par Timothy Monger comme « clairsemé mais plein d'entrain. » Pour la sortie du single, le titre de l'album Letter from America est remixé par Gerry Rafferty,, embellissant la chanson avec le son d'un groupe complet,. Le single atteint la troisième place du UK Singles Chart, alors que le duo apparaît dans le Top of the Pops pour la première fois le 12 décembre 1987 tandis que l'album This Is the Story est certifié disque d'or. Lors de leur percée en 1987, Neil McCormick du Telegraph a estimé que la paire « ressortait comme une paire de pouces douloureux » au milieu de l'« ersatz de glamour de la eighties pop. »

### Ascension et succès
Les Proclaimers atteignent le succès avec leur EP King of the Road, qui atteint la neuvième place au Royaume-Uni en 1990. La chanson-titre de l'EP, une reprise de Roger Miller, est incluse dans le film de 1990 The Crossing.
Le troisième album studio des Proclaimers, Hit the Highway, sort en 1994,. Poursuivant dans la direction rock orientée groupe de Sunshine on Leith Hit the Highway n'a pas été à la hauteur des succès précédents. Indépendamment de cela, le disque donne naissance au tube Let's Get Married, classé au Royaume-Uni, au Canada et en Autriche.
The Proclaimers enregistrent une reprise de Get Ready des Temptations pour le film de comédie screwball de 1994 Dumb and Dumber. Cameron Matthews de Vice fait l'éloge de la chanson en la qualifiant de « reprise rock » qui donnait « une touche écossaise à l'...original. »
Fin mai 2022, The Proclaimers annoncent un nouvel album studio pour le 16 juin de la même année, date qui sera ensuite repoussée au 30 du même mois. À cette date, le douzième album du duo Dentures Out est annoncé pour une sortie le 16 septembre 2022. La nouvelle est venue en même temps que la sortie du single principal de l'album, The World that Was, et l'annonce de la collaboration du frontman de Manic Street Preachers James Dean Bradfield sur le disque.

## Style musical
Monger de AllMusic classe leur style musical comme un « amalgame charismatique », qui incorpore des éléments de country,, folk,,, new wave, pop, punk rock, rock, rockabilly, et soul. Stylistiquement, les Proclaimers ont été qualifiés de folk alternatif, rock alternatif, pop celtique, country folk, folk rock, post-punk, rhythm and blues, et roots rock.
Les voix dans la musique des Proclaimers sont caractérisées par des accents écossais épais. Décrivant cela à The Courier en 2018, Craig Reid a commenté que : « c'était une chose consciente, parce qu'on chantait à l'endroit où on vivait, nos expériences et ça semblait juste stupide de chanter avec un accent anglais ou américain. »

## Apparitions dans les médias
Dans How I Met Your Mother, la chanson I'm Gonna Be (500 Miles) est celle que l'on entend se répéter sans cesse dès que Marshall fait démarrer sa voiture, ce dernier ayant coincé la cassette de l'album de ce groupe dans l'autoradio. On retrouve aussi cette chanson dans Benny and Joon, un film avec notamment Johnny Depp et au générique de fin de Cadavres à la pelle, un film de John Landis avec Simon Pegg et Andy Serkis. La série Grey's Anatomy utilise aussi I'm Gonna Be (500 Miles) dans le 23e épisode de la saison 9, lorsque Matthew Taylor demande April Kepner en mariage. Pour son dernier jour de tournage dans la série Doctor Who, David Tennant fait une vidéo avec toute l'équipe de tournage et The Proclaimers sur leur chanson I'm Gonna Be (500 Miles). En effet, l'acteur est l'un de leurs plus grands fans[réf. nécessaire].
La chanson I'm Gonna Be (500 Miles) fait aussi partie de la bande originale du film du réalisateur anglais Ken Loach La Part des Anges ainsi que du film Bachelorette de Leslye Headland. C'est également la musique de la pub 2020 de Bouygues télécom. Le groupe Imagine Dragons l'a reprise également lors du Life is Beautiful festival en 2015.
Le groupe apparait dans l’épisode 25 de la saison 4 de la série télévisée Les Griffin interprétant I'm Gonna Be (500 Miles) en studio avec Peter Griffin, le personnage principal de la série.
En 1994, le groupe punk californien Down By Law reprend I'm Gonna Be (500 Miles) sur son album Punkrockacademyfightsong.
Dans Shrek, leur chanson I'm on My Way, est utilisée lors du voyage jusqu'au château du dragon dans le premier opus.
Le film Sunshine on Leith (2013), avec George MacKay notamment raconte l'histoire d'une famille écossaise grâce aux chansons du groupe. Le titre du film est directement inspiré du nom d'une des chansons du groupe. Parmi les chansons composant la bande-originale, l'on retrouve I'm Gonna Be (500 miles) ou encore Over and done with.
Le groupe punk The Toy Dolls reprend la chanson sur son album One More Megabyte en 1997.
Lors de la 78e cérémonie des British Academy Film Awards de 2025, David Tennant reprend la chanson I'm Gonna Be (500 Miles) en live pour l'ouverture de la soirée.

## Discographie

### Albums studio
| Année | Album                      | Meilleure position | Meilleure position | Meilleure position | Certification          |
| Année | Album                      | UK                 | US                 | AUS                | Certification          |
| ----- | -------------------------- | ------------------ | ------------------ | ------------------ | ---------------------- |
| 1987  | This Is the Story          | 43                 | -                  | 41                 | - UK: Or               |
| 1988  | Sunshine on Leith          | 6                  | 31                 | 2                  | - UK: Platine - US: Or |
| 1994  | Hit the Highway            | 8                  | -                  | -                  | - UK : Argent          |
| 2001  | Persevere                  | 61                 | -                  | -                  |                        |
| 2003  | Born Innocent              | 70                 | -                  | -                  |                        |
| 2005  | Restless Soul              | 74                 | -                  | -                  |                        |
| 2007  | Life With You              | 13                 | -                  | -                  |                        |
| 2009  | Notes & Rhymes             | 30                 | -                  | -                  |                        |
| 2012  | Like Comedy                | 31                 | -                  | -                  |                        |
| 2015  | Let's Hear It for the Dogs | 26                 | -                  | -                  |                        |
| 2018  | Angry Cyclist              | -                  | -                  | -                  |                        |
| 2022  | Dentures Out               | -                  | -                  | -                  |                        |